# 10244 Тюрінгер-Вальд
10244 Тюрінґер Вальд (10244 Thüringer Wald) — астероїд головного поясу, відкритий 26 вересня 1960 року.
Тіссеранів параметр щодо Юпітера — 3,505.